# سیارک ۲۶۴۶۸
سیارک ۲۶۴۶۸ (به انگلیسی: 26468 Ianchan، نامگذاری:2000AO143)۲۶۴۶۸مین سیارک کشف شده‌است که در ۰۵ ژانویه ۲۰۰۰ کشف شد.